# Sō Shiseki
En aquest nom japonès, el cognom és Sō.
Sō Shiseki (宋紫石, 1715 – 9 d'abril de 1786) va ser un pintor japonès de les escoles Nagasaki i Nanpin.

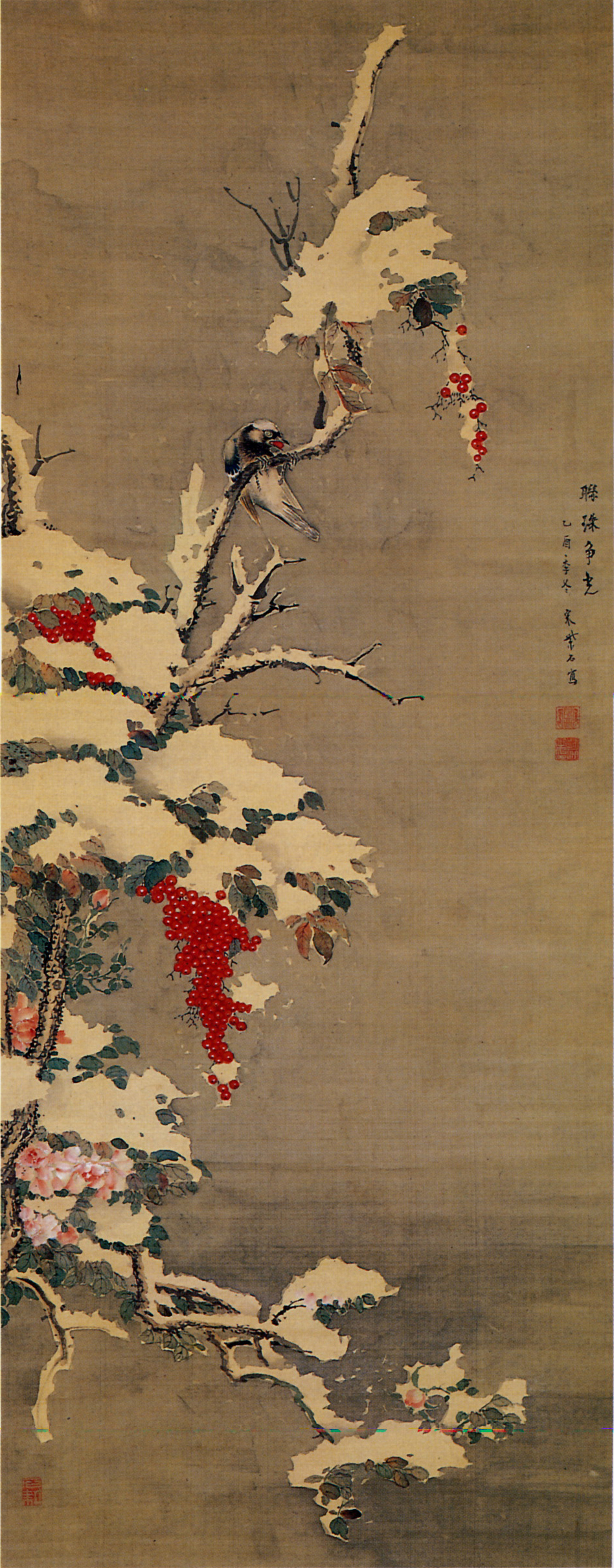
"Flors i ocells a la neu" 1765. Kakemono; color sobre seda. Kobe City Museum.

Original d'Edo, va passar un temps a Nagasaki, on va ser alumne del pintor xinès Song Ziyan, conegut aquest com a Sō Shigan en japonès. El nom Sō Shiseki és un goh que prové d'una imitació del nom del seu mestre.
Les pintures d'ocell i flor i altres obres de Shiseki mostren l'ús d'una combinació d'amples pinzellades cal·ligràfiques per a les branques, els troncs dels arbres i les roques, i unes pinzellades molt més fines per als detalls de les plomes i les flors per a aconseguir una representació realista molt detallada i natural. De tornada a Edo, Shiseki va esdevenir un representant prominent i professor de l'escola Nagasaki en aquella ciutat, ensenyant a Shiba Kokan entre d'altres. Se sentia molt proper a estudiosos del rangaku com ara Hiraga Gennai i Sugita Genpaku, i va expressar un interès per la pintura occidental. Va compondre una certa quantitat de llibres, i també es van produir volums xilografiats de les seves obres d'art.